# Gobō
Gobō (御坊市, Gobō-shi) és una ciutat de la prefectura de Wakayama, al Japó.
L'any 2003, la ciutat tenia una població estimada de 27.483 i una densitat de població de 627 habitants per km². L'àrea total era de 43,78 km².
Gobō és coneguda per la seva horticultura. És també coneguda per la producció de fitxes i daus de mahjong.
Gobō va ser fundada l'1 d'abril de 1954.